# Steffi Lemke
Steffi Lemke (Dessau,19 de janeiro de 1968) é uma engenheira agrícola e política alemã filiada ao Aliança 90/Os Verdes que ocupou o cargo de Ministra do Ministério Federal do Meio Ambiente, Proteção da Natureza e Segurança Nuclear da Alemanha de 2021 a 2025.
Lemke foi membro do Bundestag pelo estado da Saxônia-Anhalt entre os anos de 1994 a 2002. No ano de 2013, voltou a ser eleita ao cargo que ocupa desde então.

## Biografia

### Educação e primeiros anos
Depois de frequentar uma escola secundária politécnica em Dessau, Lemke formou-se inicialmente como técnica de zoológico de 1984 a 1986.
Também atuou como carteira, entre os anos de 1986 a 1988. Após se formar no ensino médio em 1988, ela estudou ciências agrícolas na Universidade Humboldt de Berlim, graduando-se em 1993 no curso de engenharia agrícola (com especialização em produção animal).

### Carreira política
Lemke foi uma das fundadoras do Partido Verde na RDA em 1989. Ocupou um cargo público pela primeira vez como membro do Bundestag alemão de 1994 a 2002, representando os distritos de Dessau-Roßlau e Vitemberga. Durante esse período, fez parte do Comitê de Alimentação e Agricultura do Budenstag.
De 2002 a 2013, Lemke trabalhou como diretora da administração do Partido Verde, sob a liderança das co-presidentes Angelika Beer (2002-2004), Reinhard Bütikofer (2002-2008), Claudia Roth (2004-2013) e Cem Özdemir (2008-2013). Nesse cargo, gerenciou as campanhas de seu partido em três eleições nacionais, todas sucessivas. No final de 2013, ela considerou concorrer à liderança do partido, mas acabou desistindo da consideração, dando espaço para Simone Peter.
Desde as eleições de 2013, Lemke voltou a ser membro do Bundestag alemão, onde atua como um dos quatro Whip — deputado encarregado de assegurar o comparecimento e a disciplina de voto dos outros eleitos pelo partido de acordo com as orientações partidárias — de seu grupo parlamentar sob a liderança dos co-presidentes do grupo, Katrin Göring-Eckardt e Anton Hofreiter. Nesse cargo no Bundestag, Lemk é membro do Conselho de Anciãos do parlamento, que - entre outras funções - determina itens da agenda legislativa diária e designa presidentes de comitês com base na representação partidária.
Lemke também é membro da Comissão do Meio Ambiente, Conservação da Natureza e Segurança Nuclear. Ela atua como porta-voz de seu grupo parlamentar para a política de conservação da natureza. Além de suas atribuições em comitês, ela faz parte do Grupo de Amizade Parlamentar Alemã para as Relações com os Estados da América Central.

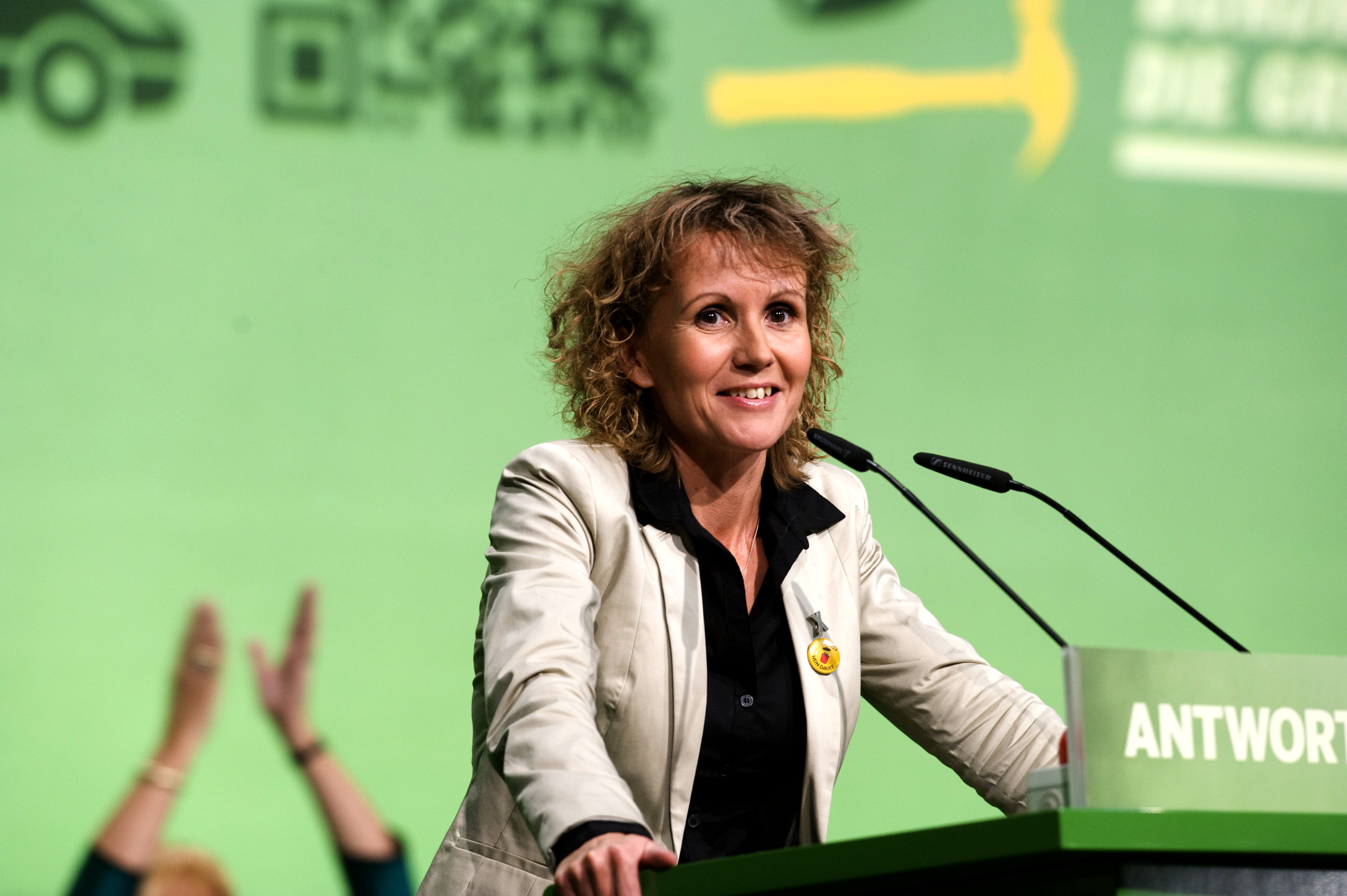
Lemke na convenção partidária do Aliança 90/Os Verdes de 2011.

Após as eleições estaduais de 2016 na Saxônia-Anhalt, Lemke fez parte da delegação de seu partido nas negociações para formar o primeiro governo de coalizão da Alemanha entre a União Democrática Cristã (CDU), o Partido Social Democrata (SPD) e o Partido Verde (Os Verdes). Após a costura política, Lemke, foi brevemente considerada para ingressar no governo posteriormente formado sob a liderança do então ministro Reiner Haseloff e tornar-se Ministra de Estado do Meio Ambiente e da Agricultura, no entanto, a posição foi para Claudia Dalbert.
Nas negociações para formar a chamada coalizão de semáforos dos Socialdemocratas (SPD), do Partido Verde e do Partido Democrático Liberal(FDP) após as eleições federais de 2021, Lemke liderou a delegação de seu partido no grupo de trabalho sobre política ambiental; seus co-presidentes dos outros partidos foram Rita Schwarzelühr-Sutter (SPD) e Stefan Birkner (FDP). No ano de 2021, com a nova gestão Olaf Scholz sucedendo Angela Merkel, Lemke tornou-se Ministra responsável pelo Ministério Federal do Meio Ambiente, Proteção da Natureza e Segurança Nuclear.

## Outras atividades
- International Academy for Nature Conservation (INA), Membro do Conselho Consultivo.[20]

## Vida pessoal
Lemke é divorciada e mora com seu atual marido em Dessau. Ela tem um filho.